# Gran Piemonte 2023
107. ročník jednodenního cyklistického závodu Coppa Bernocchi se konal 5. října 2023 v italském regionu Piemont. Vítězem se stal Ital Andrea Bagioli z týmu Soudal–Quick-Step. Na druhém a třetím místě se umístili Švýcar Marc Hirschi (UAE Team Emirates) a Španěl Alex Aranburu (Movistar Team). Závod byl součástí UCI ProSeries 2023 na úrovni 1.Pro.

## Týmy
Závodu se zúčastnilo 15 z 18 UCI WorldTeamů a 7 UCI ProTeamů. Každý tým přijel na start se sedmi závodníky kromě týmů Israel–Premier Tech a UAE Team Emirates s šesti jezdci. Andrij Ponomar (Team Corratec–Selle Italia) neodstartoval, na start se tak postavilo 151 jezdců. Do cíle ve Favrii dojelo 133 z nich.
UCI WorldTeamy
- Alpecin–Deceuninck
- Astana Qazaqstan Team
- Bora–Hansgrohe
- Cofidis
- EF Education–EasyPost
- Ineos Grenadiers
- Intermarché–Circus–Wanty
- Lidl–Trek
- Movistar Team
- Soudal–Quick-Step
- Team Bahrain Victorious
- Team dsm–firmenich
- Team Jayco–AlUla
- Team Jumbo–Visma
- UAE Team Emirates

UCI ProTeamy
- Eolo–Kometa
- Green Project–Bardiani–CSF–Faizanè
- Israel–Premier Tech
- Lotto–Dstny
- Q36.5 Pro Cycling Team
- Team Corratec–Selle Italia
- Tudor Pro Cycling Team

## Výsledky
| Pořadí | Jezdec                  | Tým                                | Čas        |
| ------ | ----------------------- | ---------------------------------- | ---------- |
| 1      | Andrea Bagioli (ITA)    | Soudal–Quick-Step                  | 3h 20' 25" |
| 2      | Marc Hirschi (SUI)      | UAE Team Emirates                  | + 0"       |
| 3      | Alex Aranburu (ESP)     | Movistar Team                      | + 0"       |
| 4      | Filippo Ganna (ITA)     | Ineos Grenadiers                   | + 11"      |
| 5      | Rui Costa (POR)         | Intermarché–Circus–Wanty           | + 11"      |
| 6      | Georg Zimmermann (GER)  | Intermarché–Circus–Wanty           | + 11"      |
| 7      | Martin Marcellusi (ITA) | Green Project–Bardiani–CSF–Faizanè | + 16"      |
| 8      | Harold Tejada (COL)     | Astana Qazaqstan Team              | + 16"      |
| 9      | Antonio Tiberi (ITA)    | Team Bahrain Victorious            | + 16"      |
| 10     | Nick Schultz (AUS)      | Israel–Premier Tech                | + 16"      |